# Juan Melchor Calosso
Juan Melchor Calosso (23 de enero de 1760, Chieri, Italia-ibidem, 21 de noviembre de 1830) fue un sacerdote italiano conocido por ser el primer mentor de San Juan Bosco.

## Biografía
Se graduó en teología por la universidad de Turín en 1782. Se ordena sacerdote en Bruino en 1791.
Poco o nada se conoce sobre la juventud de Juan Melchor Calosso. Más adelante en su vida, se graduó en la Universidad de Turín con un título en teología, en 1782. Nueve años después, en 1791, se convirtió en el sacerdote de la ciudad de Bruino.
Después de 22 años en ese papel, en 1813, dejó su parroquia con el fin de hacer frente a su deterioro de la salud. Se convirtió en un invitado de su hermano, y el cura de la localidad Berzano di San Pietro . Más tarde, en su 70 aniversario, en 1829, se trasladó y se convirtió en capellán de Murialdo.
Fue en Murialdo donde conoció al joven Juan Bosco el 5 de noviembre de 1829. Quedó impresionado por la capacidad del joven para memorizar y recitar el sermón de ese día, tanto es así que se decidió a acompañarlo en sus estudios. El 9 de noviembre de 1929 Margarita Occhiena, madre de Juan Bosco, habló con Calosso y llegó a un acuerdo con el sacerdote para que Juan empezara a estudiar con él la gramática italiana. En la Navidad de ese año inició también el estudio del latín. El 11 de abril de 1930, en Pascua, Juan empezó a traducir del latín y en septiembre don Calosso le dio la posibilidad de vivir en su misma casa para facilitar su educación.
Un año más tarde, el 21 de noviembre de 1830, Juan Melchor Calosso padeció una apoplejía mientras Juan Bosco fue a hacer un recado. En su lecho de muerte, pidió ver a Juan Bosco por última vez. Juan Bosco corrió a la casa de Juan Melchor Calosso donde, poco antes de morir e incapaz de hablar, el anciano dio a Juan Bosco la llave del dinero, haciendo gestos que significaban que era para él. En el funeral, Juan Bosco entregó la llave a los nietos de Calosso. Dentro del cajón había seis mil liras, que Juan Bosco se negó a aceptar. La muerte de Calosso le dejó a Juan Bosco un gran dolor, y lo describió más tarde «como un ídolo que lo quería más que a un padre».